# Cheick Condé
Pour les articles homonymes, voir Condé.
Cheick Condé né le 26 juillet 2000 à Conakry en Guinée, est un footballeur international guinéen qui évolue au poste de milieu défensif au Venise FC.

## Biographie

### En club
Né à Conakry en Guinée, Cheick Condé passe par le club local du Séquence de Dixinn avant de prendre la direction de la Tchéquie pour s'engager le 18 juillet 2019 en faveur du FC MAS Táborsko, club évoluant alors en troisième division tchèque, où il a l'objectif d'aider le club à remonter en deuxième division.
Le 24 janvier 2020, lors du mercato hivernal, Cheick Condé s'engage en faveur du Fastav Zlín. Il joue son premier match sous ses nouvelles couleurs le 15 février 2020, lors d'une rencontre de championnat face au MFK Karviná. Il entre en jeu et son équipe s'incline par deux buts à zéro. Il s'impose rapidement dans l'équipe, ses prestations lui valant des comparaisons avec Tomáš Souček.
Le 21 juin 2022, Condé s'engage en faveur du club suisse du FC Zurich. Il signe un contrat courant jusqu'en juin 2026.
Il joue son premier match pour son nouveau club le 16 juillet 2022, lors de la première journée de la saison 2022-2023 de Super League, contre les Young Boys de Berne. Il est titularisé et son équipe s'incline lourdement par quatre buts à zéro ce jour-là. Trois jours plus tard il fait sa première apparition en Ligue des champions, lors d'une rencontre qualificative face au Qarabağ FK. Il entre en jeu et son équipe s'incline (3-2 score final). Condé inscrit son premier but pour Zurich le 8 février 2023, contre le FC Bâle, en championnat. Il est titularisé et marque le but égalisateur de son équipe (1-1 score final).
Le 8 janvier 2025, Cheick Condé prend la direction de l'Italie afin de signer en faveur du Cheick Condé Venise FC pour un contrat courant jusqu'en juin 2027.

### En sélection
Le 25 mars 2022, Cheick Condé honore sa première sélection avec l'équipe nationale de Guinée face à l'Afrique du Sud en match amical. Il entre en jeu et les deux équipes se neutralisent (0-0).